# Liste der Monuments historiques in Sainte-Mesme
Die Liste der Monuments historiques in Sainte-Mesme führt die Monuments historiques in der französischen Gemeinde Sainte-Mesme auf.

## Liste der Bauwerke
| Bezeichnung         | Beschreibung | Standort                         | Kennzeichnung | Schutzstatus   | Datum | Bild |
| ------------------- | ------------ | -------------------------------- | ------------- | -------------- | ----- | ---- |
| Schloss             |              | (Lage)                           | PA00087639    | Classé Inscrit | 1987  |      |
| Kirche St-Mesme     |              | (Lage)                           | PA00087640    | Inscrit        | 1986  |      |
| Brunnen             |              | (Lage)                           | PA00087641    | Classé         | 1952  |      |
| Manoir (Herrenhaus) |              | 1, rue Charles-Legaigneur (Lage) | PA00087642    | Inscrit        | 1985  |      |

## Liste der Objekte
- Monuments historiques (Objekte) in Sainte-Mesme in der Base Palissy des französischen Kultusministeriums